# 국제 우정의 날

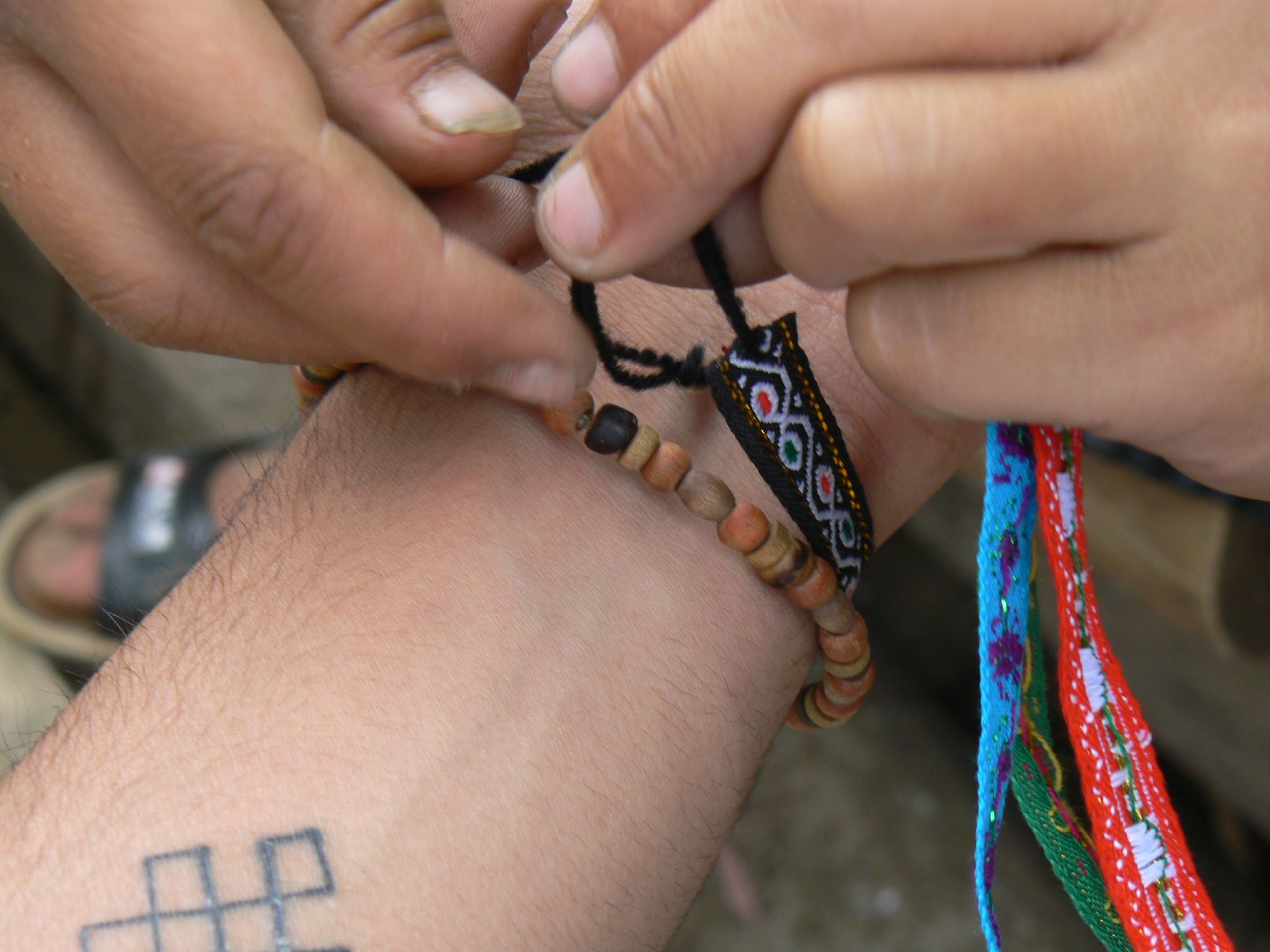

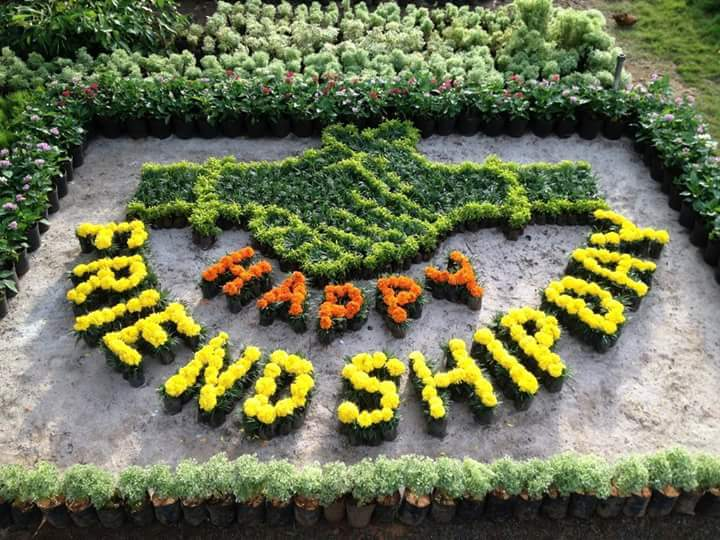

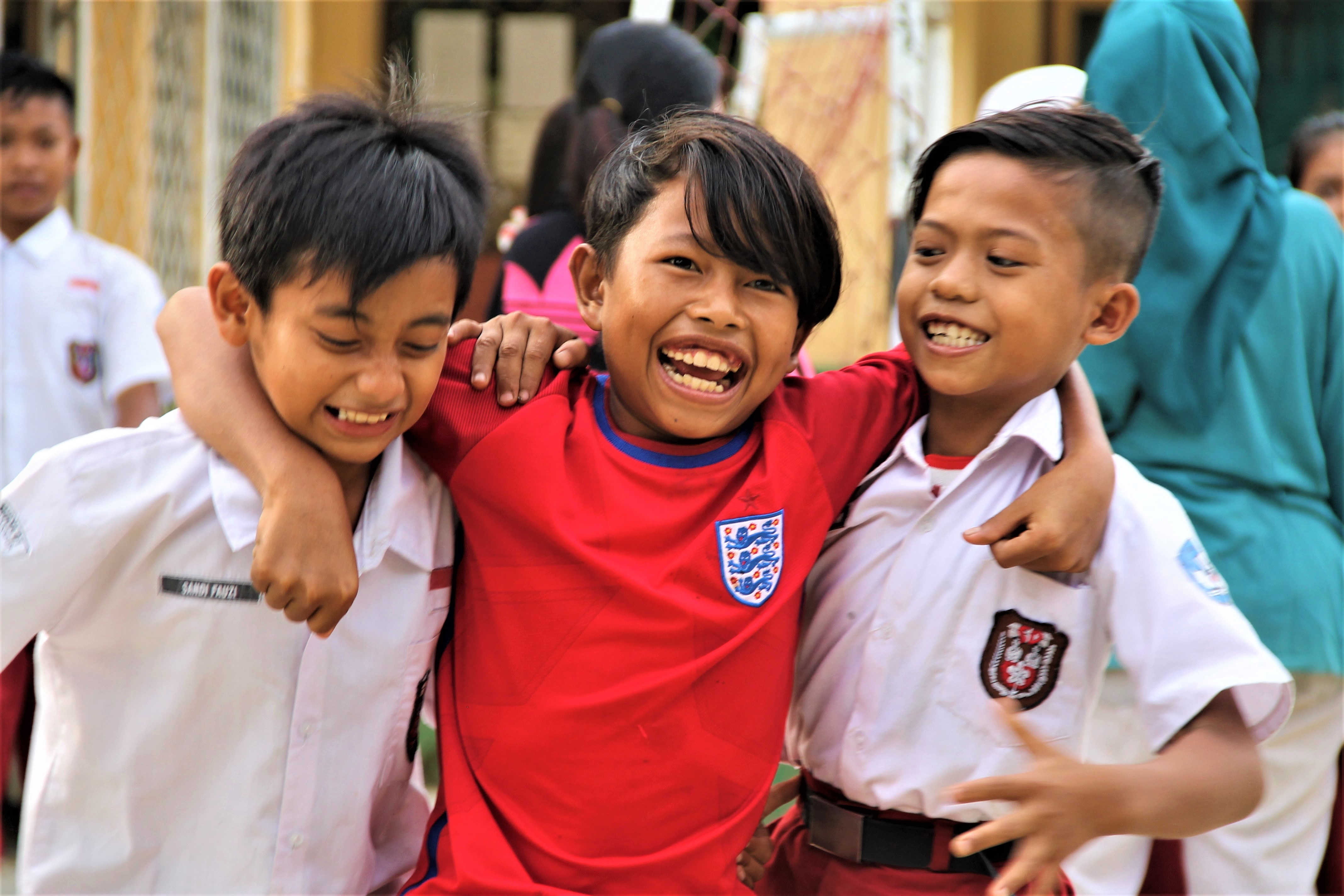

국제 우정의 날(International Friendship Day)은 유엔(UN)이 지정한 국제 기념일의 하나이다. 날짜는 7월 30일이다. 사람, 나라, 문화 사이에 대한 우정을 기념하는 날이다.
1958년 7월 20일 파라과이의 민간 단체인 세계 우정 운동(World Friendship Crusade)의 설립자인 라몬 아르테미오 브라초(Ramon Artemio Bracho)가 자신의 친구들과 함께 참석한 만찬회에서 국제 우정의 날을 신설할 것을 제안했다.
2011년 4월 27일 유엔 총회는 매년 7월 30일을 국제 우정의 날로 지정하는 내용의 결의안을 채택했다.